# Чешме Али (Рај)
Чешме Али (персијски: چشمهعلی, досл. Алијева чесма) је археолошко налазиште у иранском граду Рају, односно јужном пределу модерног Техерана. На локалитету је пронађена керамика из неолита од велике важности за истраживање праисторије Иранске висоравни, док остале знаменитости укључују остатке старовековне грађевине из партског периода односно средњовјековног исламског града, као и велики рељеф из каџарског периода.

## Географија
Природни извор налази се на јужној страни гранитног брежуљка који се у односу на околину издиже 15-ак метара, а протеже се око 400 м у смеру исток-запад. Локација која обухвата извор, узвишење и ужу околину налази се на северу древног Раја, односно на југоистоку модерног Техерана. Од суседног узвишења Кух-е Сафаије и тврђаве Рашкан удаљен је око 300 м према северозападу, а надморска висина подножја износи око 1070 м. Главни фактори који су условили насељавање Чешме Алија још у праисторији били су сталност питке воде, околна плодна поља, повољна топографија за обрану, као и пре свега положај на поузданом историјском путу уз Алборз који је играо велику улогу приликом људских миграција у југозападној Азији.

## Археологија
Прва археолошка истраживања Чешме Алија почетком 20. века предводили су Французи који су због традиционално добрих односа готово имали монопол на сва историјска истраживања у Ирану. Године 1912. ископавања је предводио Ј. де Морган, а настављена су 1924. под водством француске дипломатске мисије из Техерана. Спроведене анализе нису имале већег утицаја у свету археологије с обзиром да веће стручне публикације нису објављене, већ искључиво сажеци у облику мемоара.
Од 1934. до 1936. године, под покровитељством музеја Универзитета у Пенсилванији и бостонског Музеја уметности, опсежна истраживања предводио је немачки археолог Е. Ф. Шмит који је истовремено учествовао при ископавању Персеполиса у Фарсу и Тапе-Хисару код Дамгана. Успркос свеобухватним радовима на терену, ни Шхмит није детаљније обрадио Чешме Али у текстуалном облику већ су 1932. и 1935. године у археолошким часописима издани кратки сажеци, а 1940. и зрачне фотографије. Његов каталог артефаката и фотографије данас су подељени између два покровитељска  музеја, Оријенталног института у Чикагу, као и иранских музеја из Техерана.
Чешме Али се у археолошким публикацијама први  пут озбиљније појављује 1942. године када Д. Е. МакКов објављује преглед праисторијске хронологије Ирана. Наредних пола века истраживање Чешме Алија је углавном  било ограничено на каталогизацију пронађеног материјала односно утврђивање веза с Тапе-Хесаром и Тапе-Сиалком. Крајем 1990-их година, ирански археолог Х. Фазели спроводи нова ископавања на локацији, али у знатно мањој мери у односу на Шмита с обзиром да су већину рубних делова локалитета прогутала савремена предграђа. Након стеченог доктората на Универзитету у Техерану, Фазели током 2000-их покреће плодну сурадњу с британским, аустралским и америчким археолозима чиме се остварује компаративан увид у материјале похрањене у Техерану и Пенсилванији, те објављују нове синтезе о Чешме Алију. 

### Неолит
Неолитска налазишта из 6. миленијума п. н. е. над извором Чешме Али откривена су још 1930-их година под водством Е. Ф. Шмита. Д. Е. Макоун дели праисторијски археолошки материјал с Чешме Алија у две скупине − ИА (доњи и горњи) и ИБ, те поистовећује хронологију последње са I-III периодом Тапе-Сиалка (5500. − 4000. п. н. е.). Темељем нових компаративних истраживања Тапе-Загеа и Тепе-Габристана код Казвина, археолог Ј. Маџидзаде ревидирао је хронологију средишње Иранске висоравни и поделио је на архаични, рани, средњи и нови период висоравни. На таквој основи Чешме Али ИА се може  класификовати у рани период висоравни, односно Чешме Али ИБ у средњи период висоравни.
Праисторијски налази са централне Иранске висоравни указују да је крајем 5. миленијума п. н. е. становништво ове регије на темељу пољопривреде и сточарства развило јединствену културу која се непрекидано одржала пуна три миленијума. У почетку су живели у малим кућама од набијене земље прекривених блатом, а касније су почели да праве непечену опеку с утисцима прстију због квалитетнијег приањања везива. Утисци су често били малтерисани и обојени у црвено. Становници су сахрањивали мртве испод сопственог кућног пода, а костури су прекривани црвеним окером. Мртву одојчад понекад би покопавали у малим ћуповима.
Уметничка и технолошка достигнућа праисторијских становника Чешме Алија огледају се у грнчарству. У почетку су израђивали мекану керамику с додацима сламе, обично полирану и украшену једноставним геометријским мотивима. Црвени облици ове керамике такође су рађени, али почели су да преовлађују у каснијем периоду. Друга, финија врста црвене керамике била је она с песком, а његова полирана површина украшена је црном бојом. Све наведене врсте керамике обликоване су ручно, без употребе грнчарског кола. Сламната керамика касније се развила у тзв. класичну чешме-алијску керамику с јасним црвенкасто-наранчастим телом, обложену премазом, често и полирану односно у потпуности обојену у црно или тамносмеђе. Осим геометријских мотива, на керамици се појављују и прикази биљака, дугоногих птица, магараца, коза, паса, риба, а ређе и људских фигура.
Средњи период висоравни код Чешме Алија и сродних налазишта на Иранској висоравни облежено је ширењем тзв. шљивасте керамике, али културни продор егзотичних утицаја био је краткотрајан и географски ограничен. Наиме, Чешме-Али ИА (горња) развила се у културу Чешме Али ИБ, исто као и код Хесара, Сиалка и Габристана. Карактеристичне концентричне бразде на керамици овог периода доказ су увођења грнчарског кола у производњу. Такође, за разлику од раније црвене керамике, ИБ посуде осликане су искључиво на горњим деловима и висока кружна база обично им је украшена с три или четири вертикалне линије. Репертоар геометријских, биљних, животињских и људских мотива био је већи него раније, али боје су увек биле једноличне: тамносмеђе, црне, те црвенкасте у случају неравномерног печења. Осим неолитких ископина пронађени су и материјали који се датирају у рано гвоздено доба (1200. − 1000. п. н. е.). 

### Партски период
Земљани слојеви изнад првог неолитског насеља откривају присутност важне старовековне зграде изграђене од блатне опеке. Архитектонски комплекс састојао се од средишњег дворишта окруженог просторијама, а Е. Ф. Шмит идентифкује га као храм (могуће зороастријски горионик). Немачки археолог пронађене кованице датира у партски период (3. в. п. н. е. − 3. в.) што подразумијева хронолошку празнину у насељености Чешме Алија од приближно 3000 година. Унутар комплекса су пронађене  кованице које се датирају у време владавине Митридата I  (171. − 138. п. н. е.) и Пакора II (78. − 105.), а изван комплекса на истој дубини око 500 бакарних кованица из времена Митридата II (123. − 88. п. н. е.), Орода II (57. − 37. п. н. е.), Фрата IV (37. − 2. п. н. е.) и Вонона I (8. − 12.). Такође, пронађени су и застакљени зеленкасто-плави фрагменти посуда. Сиво посуђе с локалитета датира се у рани партски период, а данас се конзервира у Националном музеју у Техерану.

### Раноисламски период
Осим праисторијских и старовековних материјала, код Чешме Алија пронађени су и остаци раноисламског града с ограниченим бројем артефаката. Градске зидине прате топографију узвишења и током средњег века представљале су северну границу утврђеног Раја, а њихов западни део је данас темељно реконструисан. Будући да је раноисламски Рај био важно стратешко чвориште за контролу источног калифата односно родно место калифа Харуна ел Рашида чији се раскошни двор повезује с причама из Хиљаду и једне ноћи, ирански археолози датирају зидине у рани абасидски период (8. − 9. в.). У околном двометарском земљаном слоју из истог периода Е. Ф. Шмит је ископао мале маузолеје, више гробова са лоше очуваним костурима, као надгробне плоче од алабастера са куфским верским орнаментима. Пронађени предмети углавном су кованице које се датирају у раноисламски (омејидски и абасидски) или средњоисламски (бујидски и селџучки) период. С обзиром да су пронађене и кованице са приказом Шахруха Мирзе (вл. 1405. − 1447), стручњаци претпостављају да најмлађи исламски слој припада тимуридском периоду (14. − 15. в.).

## Каџарски рељеф
Непосредно изнад источнг дела извора налази се велики рељеф приближних димензија 12 x 5 м за који је у раном 19. веку каџарски владар Фатех Али шах издао наредбу да буде исклесан (вл. 1797. − 1834).Наредио је да сличне рељефе исклешу и у Керманшашкој покрајини и Фарсу што сведочи да је био инспирисан древним ахеменидским (Бехистун) односно сасанидским приказима (Накш-е Рустам). Локација рајског рељефа одабрана је зато што је Чешме Али био врло посећено место како за путнике са коњима и магарцима тако и локално становништво које је тамо прало тепихе верујући да их изворска минерална вода помлађује.
Рељеф са приказом владара и његових поданика организован је у три панела подељена са два стуба. На средини главног панела приказан је Фатех Али-шах како седи на престолу, носи високу капу са три ергете и има врло изражене бркове односно дугу браду. Мач и бодеж су му причвршћени за појас, док у руци држи жезло. На његовој десној руци седи соко, а иза престола налази се поданик са сунцобраном. Шахови поданици поређани су у два реда, а девет ликова са његове десне стране идентификују се као Наиб Султан, Хусеин Али и Таги Мирза (горе), као Мухамед, Али Мирза, Фатех Али Мирза, Абдулах Мирза, Бачме Мирза и један непознат (доле). Ликови са његове леве стране су Али Наги Мирза, Вери Мирза и Малек Мирза (доле), док уз самог владара стоје Хедар Мирза и Мохала Мирза. Сви наведени ликови приказани су са дугим брадама, а два најмања су Мучул Мирза и Камеран Мирза. Уз горњу односно бочне стране рељефа уклесани су и натписи.

## Повезано
- Рај
- Тврђава Рашкан